# Équipe cycliste Miko-de Gribaldy
L'équipe cycliste Miko-de Gribaldy est une équipe cycliste sur route professionnelle belge, dirigée par Jean de Gribaldy, entre 1974 et 1976.

## Histoire de l'équipe
En 1974, pour sa première année d'existence, l'équipe remporte la Coupe du monde intermarques.
Miko entre dans le peloton pour la première fois à l'occasion du Tour de France 1975. Louis Ortiz, l'un des fondateurs de la célèbre marque de glaces, décide en effet de s’associer avec son ami, le vicomte Jean de Gribaldy, et le nomme directeur sportif. Hubert Mathis, le mieux classé de l’équipe, termine à la 41e place de la Grande Boucle 1975.
En 1976, l'équipe devient Miko-de Gribaldy-Superia. Elle consacre les débuts professionnels de Michel Laurent, qui remporte Paris-Nice ainsi que le Tour de Corse.

## Principales victoires

### Classiques
- Liège-Bastogne-Liège : Georges Pintens (1974)
- Bordeaux-Paris : Herman Van Springel (1974)
- Grand Prix E3 : Herman Van Springel (1974)
- Flèche brabançonne :  Herman Van Springel (1974)
- Kuurne-Bruxelles-Kuurne : Wilfried Wesemael (1974)

### Courses par étapes
- Paris-Nice : Michel Laurent (1976)

## Résultats sur les grands tours
| - Tour de France - 3 participations (1974, 1975, 1976) - 1 victoire d'étape - 1 en 1976 : Hubert Mathis - 0 classement annexe | - Tour d'Italie - 0 participation - 0 victoire d'étape - 0 classement annexe | - Tour d'Espagne - 3 participations (1974, 1975, 1976) - 4 victoires d'étapes - 1 en 1974 : Eric Leman - 2 en 1975 : Wilfried Wesemael, Luc Leman - 1 en 1976 : Georges Pintens - 0 classement annexe |